# Dusun Malang (taal)
Dusun Malang is een Zuid-taal die wordt gesproken in de Zuidoost-Aziatische eilandenstaat Indonesië. Het Dusun Deyah heeft een relatief klein, langwerpig en grillig gevormd taalgebied zonder kustlijn, in de provincie Zuid-Kalimantan (d.i. de zuidoostelijke provincie van Kalimantan, het Indonesische deel van Borneo), omringd door Madang- (noorden), Tunjung- (noordoosten en oosten (meer naar het zuiden toe)), Lawangaans- (oosten (meer centraal) en zuidoosten), Tawoyaans- (zuidwesten), Bakumpai (westen (meer naar het zuiden toe), Siang (westen (meer naar het noorden toe) en Busang-Kayaanstalige (noordwesten) gebieden, ten westen van het dorp Muarainu en ten noordoosten van het dorpje Muaratewe (ook wel gespeld als Muarateweh).

## Woordenschat en dialecten
Tussen de beide dialecten is 90% van de woordenschat gelijkaardig.

## Classificatie
- Austronesische talen (1268)
  - Malayo-Polynesische talen (1248)
    - Baritotalen (27)
      - Oost-talen (18)
        - Centraal-Zuid-talen (5)
          - Zuid-talen (4)
            - Dusun Malang

## Evolutie van het aantal sprekers
- 1981: 10 000
- 2003: 4 500

Het aantal sprekers daalt zienderogen.

## Verspreiding van de sprekers
- Indonesië: 4 500; 144e gedeelde plaats, 158e gedeelde plaats volgens totaal aantal sprekers

Bayaans · Dusun Malang
Centrale talen: Dusun Deyah

Zuid-talen: Dusun Malang · Dusun Witu · Ma'anjan · Paku